# Identified
「Identified」（アイデンティファイド）は、Springsの4枚目のシングル。CCCD仕様。

## 概要
同グループ初にして唯一のオリジナル楽曲。表題曲はテレビ東京系アニメ『爆転シュート ベイブレード Gレボリューション』後期オープニングテーマに起用された。B面は平野綾のソロ曲で、同番組で平野が担当したキャラクターミンミンのキャラクターソングとして起用された。

## 収録曲
1. Identified
作詞：渡辺美佳、作曲：池田智宣、編曲：TATOO
テレビ東京系テレビアニメ『爆転シュート ベイブレード Gレボリューション』第32話 - 第52話（最終話）オープニングテーマ。映像テロップ上では、「indentified」表記。
2. Kira☆Kira☆Revolution
作詞：稲葉エミ、作曲・編曲：田村信二、歌：ミンミン（平野綾 from Springs）
『爆転シュート ベイブレード Gレボリューション』第43話挿入歌。
3. Identified (オリジナル カラオケ)
4. Kira☆Kira☆Revolution (オリジナル カラオケ)